# Ítalo Sartori
Ítalo José Sartori de Zanno (Mariano del Friuli, 29 novembre 1919 – ...) è stato un canottiere italiano naturalizzato argentino.

## Biografia
Nato nel 1919 a Mariano del Friuli, in provincia di Gorizia, andò a vivere in seguito in Argentina. A 28 anni partecipò ai Giochi olimpici di Londra 1948, nel quattro con insieme a Ricardo Boneo (timoniere), Carlos Crosta, = Carlos Semino e Adolfo Yedro perdendo sia le batterie contro la Svizzera, poi argento, con il tempo di 7'07"9, sia il recupero con la Gran Bretagna, in 7'00"1.